# 1910 في سويسرا
فيما يلي قوائم الأحداث التي وقعت خلال عام 1910 في سويسرا.

## كتب
من الكتب التي صدرت هذه السنة في سويسرا:
- 1 يناير – جرترود من تأليف هرمان هيسه.

## مواليد

### فبراير
- 11 فبراير – جورج بوشات رجل أعمال فرنسي.

## وفيات

### مارس
- 27 مارس – ألكسندر إيمانويل أغاسيز (مواليد 1835)

### أغسطس
- 21 أغسطس – غوستاف موانييه (مواليد 1826) حقوقي سويسري.

### أكتوبر
- 30 أكتوبر – جان هنري دونانت (مواليد 1828)